# Chlorobyrrhulus nepalensis
Chlorobyrrhulus nepalensis is een keversoort uit de familie pilkevers (Byrrhidae). De wetenschappelijke naam van de soort is voor het eerst geldig gepubliceerd in 1982 door Paulus.